# (Cyclopentadiényl)manganèse tricarbonyle
Le (cyclopentadiényl)manganèse tricarbonyle est un carbonyle de métal dit « demi-sandwich »  ou « en tabouret de piano » de formule chimique (η5-C5H5)Mn(CO)3. Il est constitué d'un anion cyclique aromatique cyclopentadiényle C5H5−, d'un atome de manganèse Mn et de trois groupes carbonyle CO. Il se présente sous la forme d'un solide jaune inflammable pratiquement insoluble dans l'eau.
Tout comme le (méthylcyclopentadiényl)manganèse tricarbonyle, qui lui est structurellement apparenté, le (cyclopentadiényl)manganèse tricarbonyle est utilisé comme additif dans les carburants pour en accroître l'indice d'octane en réduisant leur sensibilité à l'auto-allumage — et donc leurs cliquetis.